# 복현중학교
복현중학교(伏賢中學校)는 대한민국 대구광역시 북구 복현동에 있는 공립 중학교이다.

## 학교 연혁
- 1983년 11월25일 : 경진여자중학교 설립 인가(30학급)
- 1984년 2월 10일 : 신축교사 준공 이전(대구광역시 북구 복현동 산140번지)
- 1984년 3월 1일 : 경진여중 개교
- 1984년 3월 5일 : 제1회 입학식 거행(경진여중) 655명(10학급)
- 1985년 12월 20일 : 복현중학교 설립 인가(30학급)
- 1986년 3월 1일 : 복현중 개교
- 1986년 3월 5일 : 제1회 입학식 거행(복현중) 589명(10학급)
- 1987년 3월 1일 : 교명 변경(경진여중→복현여중)
- 2002년 3월 1일 : 남녀 공학 실시로 교명 변경(복현여중→경진중)
- 2016년 10월 31일 : 학교 통합(경진중 +복현중=복현중학교) 승인 인가
- 2017년 1월 5일 : 복현중 제29회 졸업식(5학급 124명)
- 2017년 1월 6일 : 경진중 제31회 졸업식(5학급 129명)
- 2017년 3월 1일 : 복현중+경진중,  ‘복현중학교’  로 통합 개교
- 2017년 3월 1일 : 통합 초대 이창걸 교장 취임
- 2017년 3월 2일 : 통합 복현중 입학식(7학급 140명)
- 2017년 3월 27일 : 구. 경진중 교사 및 부대시설 리모델링 공사 2017. 03. 27. ~ 08. 15.
- 2017년 8월 16일 : 리모델링 통합, 복현중에서 2학기 개학
- 2022년 2월 4일 : 제34회 졸업(6학급 95명), 통합 제5회 졸업(6학급 95명)
- 2022년 3월 1일 : 통합 제2대 임이숙 교장 취임
- 2022년 3월 2일 : 통합 제6회 입학식(6학급 120명)

## 참고 자료
- 복현중학교 - 한국교육학술정보원 학교알리미